# 撤収
撤収（てっしゅう）とは、取り除いて引き上げることである。
軍事用語として、部隊を引きあげること、撤退すること、などの意味で知られている。
また、撤収という言い方は、舞台芸術やテレビ番組制作の大道具などの業界用語としても知られている。1980年代以降、テレビの業界用語が広く知られるようになると同時に、撤収という言い方も広まっていった。その場合、なんらかの作業のためにその場に広げた道具・荷物などを片づけ移動させること、という意味ばかりでなく、作業者たち自身がその場から立ち去ること、という意味でも用いられる。